# Baozhusi Shuiku
Baozhusi Shuiku är en reservoar i Kina. Den ligger i provinsen Sichuan, i den sydvästra delen av landet, omkring 270 kilometer nordost om provinshuvudstaden Chengdu. Baozhusi Shuiku ligger 697 meter över havet. I omgivningarna runt Baozhusi Shuiku växer i huvudsak blandskog.
Genomsnittlig årsnederbörd är 1 139 millimeter. Den regnigaste månaden är juli, med i genomsnitt 301 mm nederbörd, och den torraste är december, med 1 mm nederbörd.